# Albin Tingsvall
Albin Tingsvall (* 31. Dezember 1987 in Vittsjö) ist ein ehemaliger schwedischer Handballspieler.
Der 1,97 Meter große und 89 Kilogramm schwere rechte Rückraumspieler begann bei Bjärnums HK mit dem Handballspiel. 2007 wechselte der Linkshänder von Åhus Handboll über den IFK Kristianstad zum schwedischen Erstligisten Hammarby IF HF. Mit Hammarby spielte er in der EHF Champions League (2008, 2009) und im Europapokal der Pokalsieger (2008, 2009). Im Sommer 2011 wechselte er zu LUGI HF, mit dem er am Europapokal der Pokalsieger 2011/12 und am EHF Europa Pokal 2013/14 teilnahm. Am 22. Dezember 2014 wurde er vom deutschen Bundesligisten SG Flensburg-Handewitt als Ersatz für Holger Glandorf verpflichtet, der sich zwei Tage zuvor einen Achillessehnenriss zugezogen hatte. Nach nur zwei Spielen für die SG Flensburg-Handewitt kehrte Tingvall wieder zu LUGI HF zurück, für den er am 1. Februar 2015 sein erstes Pflichtspiel bestritt. Am 14. April 2015 bestritt er sein letztes Spiel seiner Profikarriere.
Albin Tingsvall bestritt elf Länderspiele für die schwedische Nationalmannschaft, in denen er 19 Treffer erzielte.